# Crushcrushcrush
Crushcrushcrush – trzeci singel zespołu Paramore, z ich albumu Riot!. Singel, który można kupić w trzech wersjach został wydany 15 stycznia 2008 roku w Stanach Zjednoczonych i 28 stycznia w Wielkiej Brytanii.

## Teledysk
Reżyserem klipu do piosenki jest Shane Drake. Premiera teledysku odbyła się 11 października 2007 roku w programie MTV TRL.

## Certyfikaty i sprzedaż
| Kraj                     | Certyfikat      | Sprzedaż   |
| ------------------------ | --------------- | ---------- |
| Stany Zjednoczone (RIAA) | platynowa płyta | 1 000 000+ |
| Wielka Brytania (BPI)    | srebrna płyta   | 200 000+   |